# 河内馬飼御狩
河内馬飼 御狩（かわちのうまかいの みかり、生没年不詳）は古墳時代（6世紀前半）の豪族。姓は首。氏は河内母樹馬飼（かわちのおものきのうまかい）とも記されている。

## 記録
『日本書紀』によると、継体天皇23年（529年）、詔により、近江毛野は新羅・百済両国の和解のため、熊川（くまなれ、現在の慶尚南道昌原市）で両国の国王を呼び出している。しかし、両国とも代理のものを寄越し、国王自身が来なかったため、毛野は立腹した。両国の使いは恐れを抱いて帰国し、新羅は上臣（まかりだろ）の伊叱夫礼智（異斯夫）を兵3000とともに派遣し、詔を聞くことを要求した。毛野は異斯夫の数千の兵を見て、熊川から任那の己叱己利（こしこり）の城にはいった。異斯夫は多々羅の原に宿り、礼をつくさぬまま、3ヶ月の間、勅を聞くことを望んだ。
そうこうしている間に、異斯夫が率いた兵卒は、村落で食事を乞うた。彼らは近江毛野の従者として任那にいた河内馬飼首御狩のところに立ち寄ったが、御狩は他家の門に隠れ、陰で物乞いの兵が立ち去った後で、拳骨を握って、遠くから殴るポーズをとった。新羅の兵卒たちはこれに気づき、「3ヶ月も謹んで勅旨を聞こうと待ったのに、述べることがない。勅旨を聴く使いを煩わすのは、上臣を騙して殺そうとしているのだろう」と言い、その有様をつぶさに異斯夫に伝えた。その結果、異斯夫の軍は4つの村を責め、本国に帰っていった。世の人は、これを毛野の失敗であった、と口にした。
翌24年(530年)、任那の使いが奏上して、近江毛野の種々の失政（政務の怠り、誓湯による混血児の帰属の裁定）が天皇の耳に伝えられた。天皇は人を遣わして毛野を召喚しようひそかに河内母樹馬飼首御狩を送り、以下のように弁明したという。
「私が勅命を果たさないうちに、京に戻ったのならば、期待を受けて送り出されたのに、成果があげられぬままむなしく帰ることになり、面目が立ちません。どうか任務を果たして参内し、謝罪申し上げることをお待ち下さい」
その後、毛野は、勅使として自分のもとを訊ねた調吉士が帰国して復命することを妨げるために、伊斯枳牟羅城（いしきむらのさし）を護衛させている。この状況にあきれかえった任那王は離反し、新羅・百済に兵を要請している。

## 考察
これらの物語は近江毛野の朝鮮半島における失政を描写したものであり、激動する半島の情勢に対して、古い方法でしか対処できなかったところに限界があったわけである。
河内馬飼首は倭馬飼とともに、馬飼造の指導のもとで、河内の牧で馬の管理にあたったものとされている、「母樹」とは、『書紀』の神武天皇即位前紀に描かれた、日下（くさか）の戦いの記述によると、
とあり、『水走文書』の水走氏歴代所領の譲与処分状にも「母木寺本免下司職」の文字が見えている。この地はかつての大阪府枚岡市豊浦町、現在の東大阪市新町あたりのことではないか、と言われており。その根拠として、『日本書紀通証』に引用されている玉祖神社旧記によると、高安郡恩智邑とされ、また平岡神主水走氏旧記によると、母木寺、枚岡下豊浦邑田地に在りとしている。御狩は旧河内郡の母木邑を本居とした、馬飼部の首長として枚岡市豐浦町を本拠地とした豪族であったと推定される。
日下と豊浦の間には河内郡額田郷（現在の大阪府東大阪市額田町）が存在し、平群氏同族の馬飼集団、額田首の本貫であった。日下を含む河内郡（現在の東大阪市の東半部、八尾市の一部）に北接する讃良郡（現在の四條畷市・大東市・寝屋川市の南東部）は河内馬飼の根拠地として知られている。四條畷市の遺跡からは馬の骨や馬具とともに韓式系土器が出土されており、この地域と半島との結びつきが窺われている。以上のことから、5世紀代には生駒山を挟んだ東・西山麓に馬飼集団が集住しており、それぞれ倭馬飼・河内馬飼のように編成されていたと思われる。